# Zwanenburg
Zwanenburg est un village de la commune néerlandaise de Haarlemmermeer, dans la province de la Hollande-Septentrionale. Le 1er janvier 2008, le village comptait 7 667 habitants.